# Synaphobranchidae
A Synaphobranchidae a csontos halak (Osteichthyes) főosztályának sugarasúszójú halak (Actinopterygii) osztályába, azon belül az angolnaalakúak (Anguilliformes) rendjébe tartozó család. 3 alcsalád, 11 nem és 37 faj tartozik a családhoz.

## Rendszerezés
A családba az alábbi alcsaládok, nemek és  fajok tartoznak.

### Ilyophinae
Az Ilyophinae alcsaládba 7 nem és 26 faj tartozik
- Atractodenchelys (Robins, 1970) – 2 faj
  - Atractodenchelys phrix
  - Atractodenchelys robinsorum

- Dysomma (Alcock, 1889) – 12 faj
  - Dysomma anguillare
  - Dysomma brevirostre
  - Dysomma bucephalus
  - Dysomma dolichosomatum
  - Dysomma fuscoventralis
  - Dysomma goslinei
  - Dysomma longirostrum
  - Dysomma melanurum
  - Dysomma muciparus
  - Dysomma opisthoproctus
  - Dysomma polycatodon
  - Dysomma tridens

- Dysommina (Ginsburg, 1951) – 2 faj
  - Dysommina proboscideus
  - Dysommina rugosa

- Ilyophis (Gilbert, 1891) 6 faj
  - Ilyophis arx
  - Ilyophis blachei
  - Ilyophis brunneus
  - Ilyophis nigeli
  - Ilyophis robinsae
  - Ilyophis saldanhai

- Linkenchelys (Smith, 1989) – 1 faj
  - Linkenchelys multipora

- Meadia (Böhlke, 1951) – 2 faj
  - Meadia abyssalis
  - Meadia roseni

- Thermobiotes (Geistdoerfer, 1991) – 1 faj
  - Thermobiotes mytilogeiton

### Simenchelyinae
A Simenchelyinae alcsaládba 1 nem és 1 faj tartozik.
- Simenchelys (Gill & Bean, 1879) – 1 faj
  - Simenchelys parasitica

### Synaphobranchinae
A Synaphobranchinae alcsaládba 3 nem és 10 faj tartozik. 
- Haptenchelys (Robins, 1976) – 1 faj
  - Haptenchelys texis

- Histiobranchus (Gill, 1883) – 2 faj
  - Histiobranchus bathybius
  - Histiobranchus bruuni

- Synaphobranchus (Johnson, 1862) – 6 faj
  - Synaphobranchus affinis
  - Synaphobranchus australis
  - Synaphobranchus brevidorsalis
  - Synaphobranchus capensis
  - Synaphobranchus kaupii
  - Synaphobranchus oregoni